# Samoa Joe
Nuufolau Joel (Joe) Seanoa (* 17. März 1979 in Orange County, Kalifornien), auch bekannt unter seinem Ringnamen Samoa Joe, ist ein US-amerikanischer Wrestler. Er trat bei den größten Verbänden der USA an, darunter WWE, TNA, sowie AEW, wo er aktuell unter Vertrag steht. Er gewann die AEW World Championship, TNA World Championship und ROH World Championship, sowie die NXT Championship. Er ist zudem ein TNA Grand Slam Champion.

## Frühe Jahre
Seanoas Familie gründete in den Vereinigten Staaten eine polynesische Tanztruppe namens Tiare Productions. Seinen ersten Bühnenauftritt hatte er bei der Eröffnungszeremonie der Olympischen Sommerspiele 1984 im Alter von 5 Jahren. Er war in seiner Jugend hauptsächlich im Judo und im Football aktiv.

## Wrestling-Karriere

### Anfänge und Einsätze bei kleineren Wrestling-Ligen
Im September 1999 begann er als erster Absolvent des mittlerweile aufgelösten West Coast Dojo der UIWA seine Wrestling-Karriere. Er trainierte unter der Leitung von Cincinnati Red. Nur kurze Zeit nach seinem Debüt unterzeichnete Seanoa einen Vertrag bei Ultimate Pro Wrestling (UPW), einer damaligen Farmliga von World Wrestling Entertainment (WWE). Dort durfte Joe die UPW Heavyweight Championship gewinnen. Nach seiner Zeit in dieser Liga trat er zwischen 2001 und 2002 für Pro Wrestling ZERO-ONE in Japan und zwischen 2003 und 2007 für Pro Wrestling Guerrilla im Süden Kaliforniens an. Zudem bestritt er Matches u. a. bei Independent Wrestling Association Mid-South (IWA-MS) zwischen 2004 und 2006.

### Ring of Honor Wrestling (2002–2007)
Seanoa debütierte im Oktober 2002 bei Ring of Honor (ROH) während der Veranstaltung Glory By Honor, startete jedoch mit einer Niederlage gegen Low Ki. Seanoa beeindruckte die Fans sofort mit seinem intensiven Stil, der z. B. durch ungewöhnlich hart durchgezogene Schläge eher zu einem MMA-Kämpfer als zu einem Wrestler passte.
Nach wenigen Monaten in der Promotion wurde er ROH World Championship, indem er Xavier am 22. März 2003 in Philadelphia bei Night of the Champions besiegte. Er behielt den Titel für 21 Monate, bevor er ihn am 26. Dezember 2004 bei Final Battle 2004 an Austin Aries verlor. Kurz nach dem Verlust des Titels gewann er die ROH Pure Championship von Jay Lethal. Im August 2005 musste er sie wiederum an Nigel McGuiness abgeben.
Anfang 2007 verließ er Ring of Honor, kehrte jedoch für ein Match gegen Tyler Black bei Rising Above am 22. November 2008 zurück.

### Total Nonstop Action Wrestling (2005–2015)

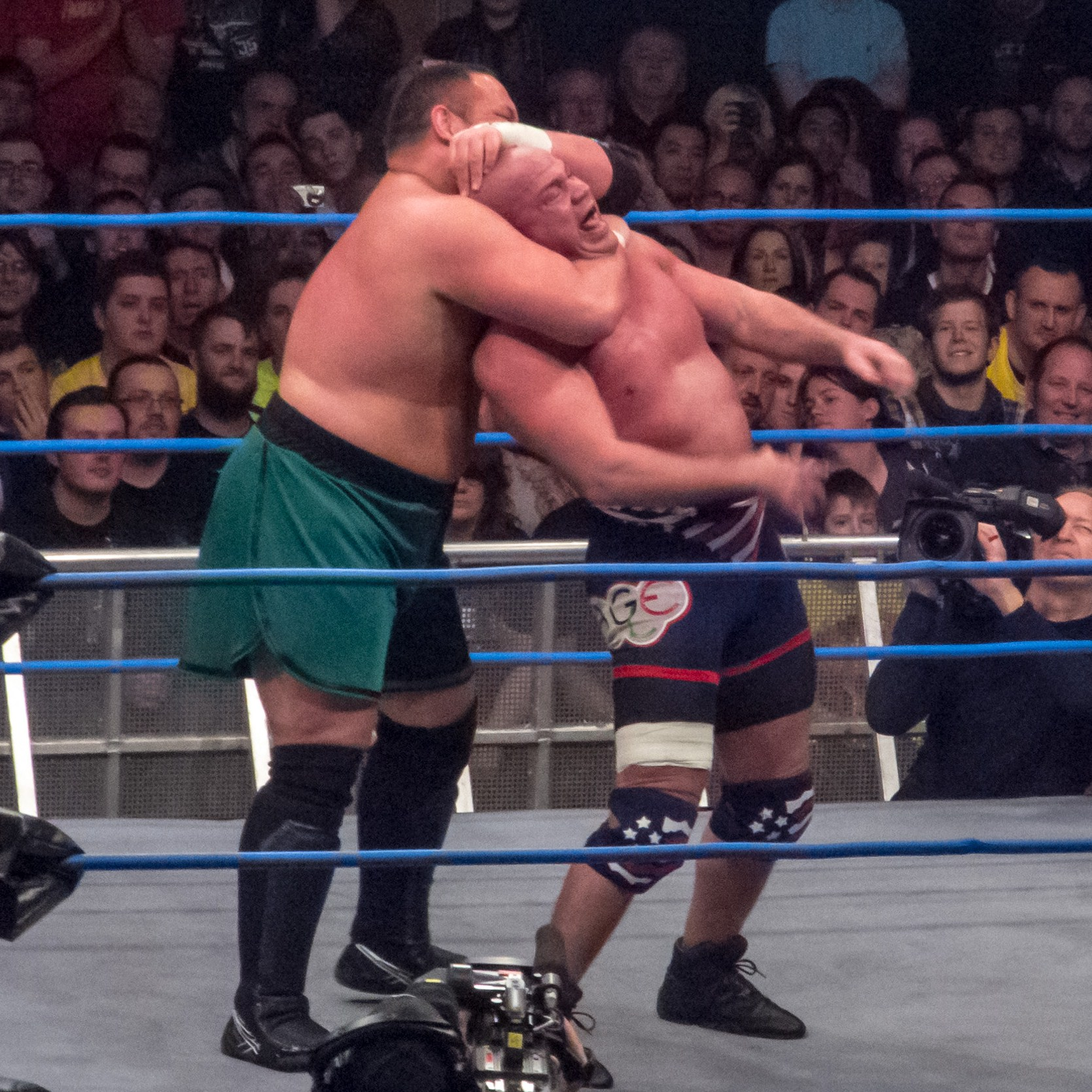
Samoa Joe führt sein Submission Move Coquina Clutch an Kurt Angle aus (2013)

Am 19. Juni 2005 debütierte er bei Total Nonstop Action Wrestling (TNA) bei dem Pay-Per-View Slammiversary. Bei Turning Point am 11. Dezember 2005 besiegte Joe AJ Styles und gewann dessen TNA X Division Championship. Bei Destination X 2006 kam es zu einem Ultimate X Match zwischen Samoa Joe, Christopher Daniels und Styles. Joe verlor seinen Titel, da Daniels Styles pinnte. Eine Woche vor Lockdown am 23. April 2006 gewann Seanoa erneut die X-Division-Championship in einem Match gegen Daniels, verlor diese jedoch zwei Monate später an Senshi, nachdem dieser in einem Three-Way Match Sonjay Dutt gepinnt hatte.
Der dritte Titelgewinn folgte am 19. Juni 2007, als er den bisherigen Champion Jay Lethal sowie Chris Sabin besiegte. Am 15. Juli 2007 bei Victory Road gewann Seanoa zudem noch die TNA World Tag Team Championship von Team 3D in einem Match, an dem auch der World Heavyweight Champion Kurt Angle beteiligt war. Aufgrund der spezifischen Match-Bestimmungen hielt er nun alleine die Tag Team-Titel. Beide Titel verlor er am 12. August desselben Jahres bei Hard Justice in einem Match gegen Kurt Angle, bei dem alle Titel von TNA auf dem Spiel standen, die von Joe und Angle gehalten wurden.
Am 13. April 2008, bei der Großveranstaltung Lockdown, gewann er die TNA World Heavyweight Championship von Kurt Angle. Diese verlor er am 12. Oktober 2008 bei Bound for Glory an Sting. Am 16. August 2009 bei Hard Justice gewann er zum vierten Mal die TNA X Division Championship von Homicide. Diesen Titel verlor er am 8. Oktober 2009 bei TNA iMPACT! an Amazing Red.
Bei Against All Odds am 12. Februar 2012 gewann er zusammen mit Magnus die TNA World Tag Team Championship von Crimson & Matt Morgan. Den Titel verloren sie am 13. Mai 2012 bei Sacrifice an Christopher Daniels und Kazarian. Am 27. September 2012 besiegte er bei Impact Wrestling Mr. Anderson und gewann damit die vakante TNA Television Championship. Diesen Titel verlor er am 6. Dezember 2012 an Devon.
Am 17. Februar 2015 gab er bekannt, dass er TNA wegen der ausgebliebenen Verlängerung seines Vertrages verlassen werde.

### Rückkehr zu Ring of Honor Wrestling (2015)
Am 1. März 2015 kehrte er für kurze Zeit zu Ring of Honor zurück und forderte ROH World Championship Jay Briscoe heraus. Das Match am 27. März 2015 durfte er jedoch nicht gewinnen.

### World Wrestling Entertainment (2015–2022)

#### Debüt und NXT Champion (2015–2017)

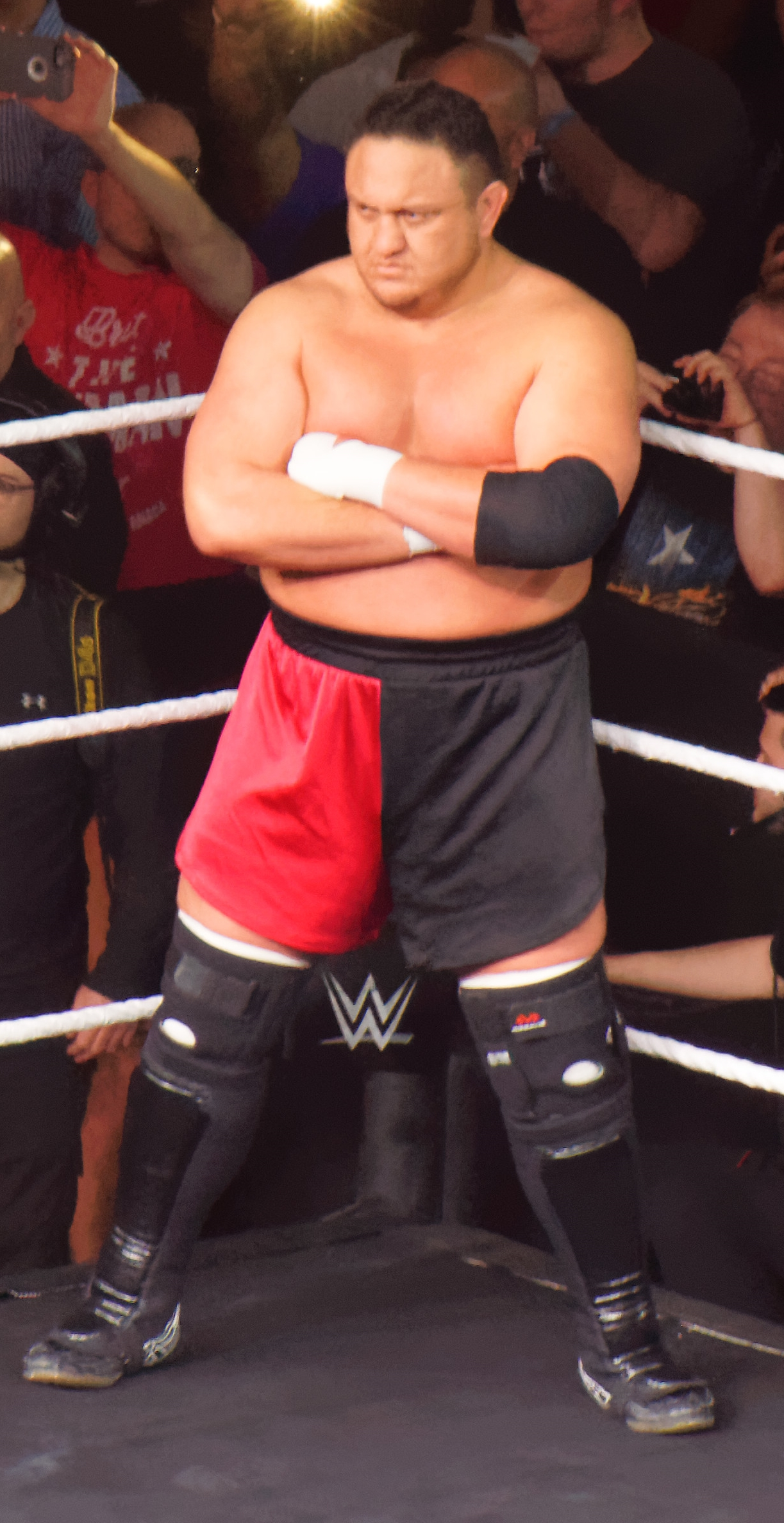
Samoa Joe bei TakeOver: Dallas (2016)

Am 20. Mai 2015 gab Seanoa als Samoa Joe sein WWE-Debüt, als er beim NXT-Event TakeOver: Unstoppable in das NXT Championship Match zwischen Kevin Owens und Sami Zayn eingriff. Sein Debüt-Match erfolgte in der NXT-Sendung vom 10. Juni 2015, als er Scott Dawson besiegen durfte.
Bei NXT TakeOver: Respect am 9. Oktober 2015 gewann Joe mit Finn Bálor das erste Dusty-Rhodes-Tag-Team-Classic-Turnier.
Am 21. April 2016, bei einer NXT-Houseshow, konnte Samoa Joe erstmals die NXT Championship gewinnen, indem er Finn Bálor besiegte. Er verlor diesen Titel am 20. August 2016 bei NXT TakeOver: Brooklyn an Shinsuke Nakamura. Am 19. November 2016 bei NXT TakeOver: Toronto konnte er die NXT Championship jedoch von diesem zurückerlangen, wodurch er der erste Wrestler wurde, der die NXT Championship mehr als einmal gewann. Am 3. Dezember 2016 verlor er den Titel in einer Houseshow in Japan wieder an Nakamura.

#### Aufstieg ins Main Roster und verschiedenen Fehden (2017–2018)
Am 30. Januar 2017 debütierte Samoa Joe im Hauptroster der WWE, als er bei RAW Seth Rollins attackierte. Sein erstes Match im Hauptroster bestritt er bei RAW am 6. Februar 2017, hier durfte er Roman Reigns besiegen. Am 25. Dezember 2017 konnte er bei RAW, in einem Titelmatch um die Intercontinental Championship, erneut gegen Reigns gewinnen. Da dies ein Sieg per Disqualification war, wechselte der Titel aber nicht.

#### Fehde mit AJ Styles und United States Champion (2018–2019)
Im April 2018 wechselte Samoa Joe durch den Superstar Shake-Up zu SmackDown Live. Bei WWE SummerSlam am 19. August 2018 gewann er ein Match um die WWE Championship gegen AJ Styles. Den Titel erhielt er jedoch nicht, da dieser Sieg wiederum durch Disqualifikation erfolgte.
Seinen ersten Titel im Main Roster der WWE gewann er schließlich in der SmackDown Live-Sendung vom 5. März 2019, als er die United States Championship von R-Truth gewann. In diesem Fatal Four Way-Match pinnte er Andrade, der neben Joe und Rey Mysterio die US Championship Open Challenge von R-Truth angenommen hatte.
Im Rahmen des Superstar Shake-Ups 2019 wechselte Joe am 22. April 2019 als WWE United States Champion von SmackDown zu Raw. Der Titel wechselte somit auch in diese Sendung. Die erste Titelverteidigung als United States Champion bei Raw hatte Joe gegen Rey Mysterio bei Money in the Bank, dieses Match verlor Joe und somit endete die Titelregentschaft nach 75 Tagen. Bei der Raw-Ausgabe erhielt Joe den Titel von Mysterio zurück, der ihn aufgrund einer Verletzung abgab. Diese Regentschaft hielt 20 Tage und verlor den Titel schlussendlich an Ricochet.

#### Verletzungen und Kommentator (2019–2021)
Am 14. Juli 2019 trat Joe um den WWE Championship gegen Kofi Kingston, dieses Match verlor er jedoch. Aufgrund einer Knieverletzung fiel er einige Monate aus. Seine Rückkehr feierte er am 18. November 2019 bei Monday Night Raw. Joe wurde am 24. Februar 2020 von der WWE für 30 Tage, wegen eines Verstoßes gegen die Anti-Doping-Richtlinien gesperrt. Zugleich war er mit einer Verletzung außer Gefecht. Seine Suspendierung endete am 24. März 2020. Am 15. April 2021 wurde er von der WWE entlassen.

#### Rückkehr zu NXT (2021–2022)
Am 15. Juni 2021 kehrte er in die Shows von NXT zurück. Hier präsentierte er sich als neuer Assistent von William Regal. Diesen Job legte er bei den NXT-Tapings vom 21. Juli 2021 ab. Im Gegenzug erhielt er ein Match um die NXT Championship gegen Karrion Kross. Am 22. August 2021 gewann er den Titel von Kross. Die Regentschaft hielt 21 Tage. Hiernach musste er den Titel laut Storyline aufgrund einer Verletzung niederlegen. Tatsächlich war der Hintergrund jedoch ein positiver Test auf COVID-19, jedoch ausgerechnet an dem Wochenende als Vince McMahon NXT als NXT 2.0 neustarten wollte. Senoa übernahm stattdessen verschiedene Aufgaben hinter den Kulissen und unterstützte Cheftrainer Matt Bloom. Er kehrte anschließend nicht ins Fernsehen zurück.
Im Zuge der Neuorientierung von NXT wurde er jedoch am 6. Januar 2022 wieder von WWE entlassen.

### All Elite Wrestling & Ring of Honor (2022- )

#### King of Television und AEW World Champion (seit 2022)
Am 1. April 2022 debütierte Samoa Joe mit einem Überraschungsauftritt bei Supercard of Honor XV  von Ring of Honor. Dort half er Jonathan Gresham und Lee Moriaty, als diese von Jay Lethal und Sonjay Dutt attackiert wurden. Kurz darauf gab Tony Khan an, Samoa Joe bei All Elite Wrestling (AEW) unter Vertrag genommen zu haben. Am 6. April trat er erstmals bei AEW Dynamite auf. Er qualifizierte sich dort für eine Teilnahme am Owen Hart Foundation Tournament. Im Turnier selbst kam er ins Finale, wo er Adam Cole unterlag.
Am 13. April 2022 gewann Samoa Joe die ROH World Television Championship bei AEW Dynamite. Am 19. November folgte er Gewinn der AEW TNT Championship von Wardlow. Er startete eine Fehde gegen Darby Allin und verlor den TNT Title am 4. Januar 2023 an Allin, gewann ihn aber bereits am 1. Februar wieder zurück. Im Anschluss wurde er von Wardlow attackiert, an den er den Titel einen Monat später erneut verlor.
Samoa Joe hielt die ROH World Television Championship 574 Tage und stellte damit den Rekord für die längste Regentschaft dieses Titels auf. Joe nannte sich in dieser Zeit „King of Television“. Am 8. November 2023 legte er den Titel freiwillig nieder, um seinen Anspruch auf die AEW World Championship zu untermauern. Diese wurde seit über einem Jahr von Maxwell Jacob Friedman (MJF) gehalten. MJF war zugleich ROH Tag Team Champion, sein Partner Adam Cole verletzte sich jedoch. Joe sprang für Cole ein, unter der Bedingung, ein Match um den World Title zu erhalten. Joe hinterging MJF jedoch im Tag Team Match am 27. Dezember gegen The Devil’s Masked Men (die sich später als Matt Taven und Mike Bennett herausstellten). Joe täuschte eine Verletzung vor und attackierte MJF, nachdem dieser allein angetreten war und die Tag Team Titel an Taven und Bennett verloren hatte.  Drei Tage später, am 30. Dezember 2023, besiegte Joe den laut Storyline angeschlagenen MJF bei AEW Worlds End und gewann zum ersten Mal seit 2008 einen World Title. Am 21. April 2024 bei Dynasty verlor er den Titel an Swerve Strickland.

## Titel und Auszeichnungen
- All Elite Wrestling
  - AEW World Championship (1×)
  - AEW TNT Championship (2×)

- Ballpark Brawl

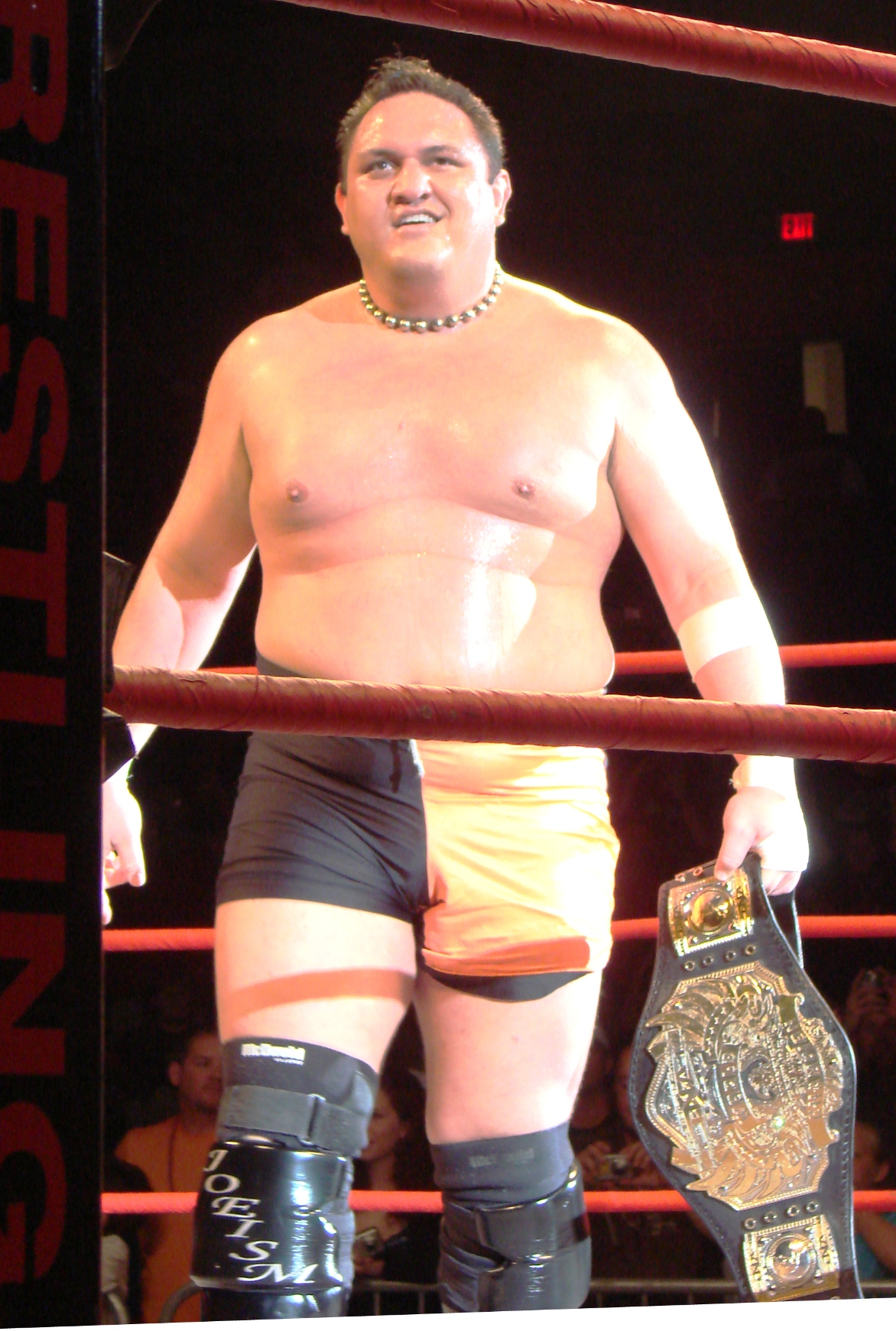
TNA World Heavyweight Champion Samoa Joe (2008)

  - Natural Heavyweight Championship (1×)

- CBS Sports
  - Commentator of the Year (2020)
  - Smack Talker of the Year (2018)

- Extreme Wrestling Federation
  - Xtreme 8 Tournament (2006)

- IWA Mid-South
  - Revolution Strong Style Tournament (2004)

- German Wrestling Association
  - GWA Heavyweight Championship (1×)

- Lucha Libre AAA Worldwide
  - Tag Team Tournament (2006) – mit AJ Styles, Homicide und Low Ki

- Pro Wrestling Illustrated
  - Feud of the Year (2007) – vs. Kurt Angle
  - Most Popular Wrestler of the Year (2006)
  - Nummer 4 der Top 500 Singles Wrestler der 2006[29] und 2008[30]

- Pro Wrestling NOAH
  - GHC Tag Team Championship (1×) – mit Magnus

- Pro Wrestling Zero-One
  - NWA Intercontinental Tag Team Championship (1×) – mit Keiji Sakoda

- Ring of Honor
  - ROH World Championship (1×)
  - ROH Pure Championship (1×)
  - ROH World Television Championship (1×)

- SoCal Uncensored
  - Rookie of the Year (2000)

- Total Nonstop Action Wrestling
  - TNA World Heavyweight Championship (1×)
  - TNA Television Championship (1×)
  - TNA X Division Championship (5×)
  - TNA World Tag Team Championship (2×) – ohne Partner (1) und mit Magnus (1)
  - King of the Montain (2008)
  - Gauntlet for the Gold (2007) – TNA World Heavyweight Championship
  - Feast or Fired (2009) – World Heavyweight Championship contract
  - Maximum Impact Tournament (2011)
  - Super X Cup (2005)
  - Turkey Bowl (2007)
  - Wild Card Tournament (2011) – mit Magnus
  - Grand Slam
  - Triple Crown
  - TNA Year End Awards (6×)
    - Mr. TNA (2006, 2007)
    - X-Division Star of the Year (2006)
    - Feud of the Year (2006, 2007) – vs. Kurt Angle
    - Finisher of the Year (2007) – Muscle Buster

- Ultimate Pro Wrestling
  - UPW Heavyweight Championship (1×)
  - UPW No Hold Barred Championship (2×)

- World Wrestling Entertainment
  - WWE United States Championship (2×)
  - NXT Championship (3×)
  - Dusty Rhodes Tag Team Classic (2015) – mit Finn Bálor

- Wrestling Observer Newsletter
  - Best Brawler (2005, 2006)
  - Most Outstanding Wrestler (2005)
  - Pro Wrestling Match of the Year (2005) – vs. Kenta Kobashi bei Joe vs. Kobashi